# Korubo
El korubo és una llengua indígena no classificada, parlada pels korubos, un petit grup ètnic no contactat efectivament fins a 1996. Els korubo viuen a la terra indígena de la Vall del Yavarí a l'extrem occidental de l'estat de l'Amazones (Brasil) i s'ha estimat el seu número en uns 150 (1996), encara que altres fonts els elevaven a 400 à 500
Donada la seva ubicació geogràfica i altres evidències s'ha suggerit que el korubo, podria ser una llengües pano i fins i tot una variant del marubo. Té dos dialectesl, el korubo pròpiament dit i el chankueshbo (Fleck 2013).

## Fonologia
El korubo té 6 vocals: /a, e, i, ɨ, o, u/.
|            | Bilabial | Alveolar | Alveolar | Post- alveolar | Palatal | Velar        | Velar |
| plana      | Bilabial | lateral  | plain    | Post- alveolar | Palatal | labialitzada |       |
| ---------- | -------- | -------- | -------- | -------------- | ------- | ------------ | ----- |
| Oclusiva   | p        | t        |          |                |         | k            | kʷ    |
| Africada   |          | t͡s       |          | t͡ʃ             |         |              |       |
| Fricativa  | β        | s        | ɬ        | ʃ              |         |              |       |
| Nasal      | m        | n        |          |                |         |              |       |
| Aproximant |          |          |          |                | j       |              | w     |